# Подере Каноничи (Римини)
Подере Каноничи је насеље у Италији у округу Римини, региону Емилија-Ромања.
Према процени из 2011. у насељу је живело 94 становника. Насеље се налази на надморској висини од 90 м.